# Гай Леканий Бас Цецина Пет
Вижте пояснителната страница за други личности с името Гай Леканий Бас.
Гай Леканий Бас Цецина Пет (на латински: Gaius Laecanius Bassus Caecina Paetus) e политик на Римската империя през 1 век.

## Биография
Той е син на Авъл Цецина Пет (суфектконсул 37 г.) и е осиновен от Гай Леканий Бас (консул 64 г.), който осиновява и Гай Леканий Бас Пакций Пелигнум.
През 70 г. Леканий е суфектконсул заедно с Луций Аний Бас. През 74 г. той е curator aquarum, през 78/79 г. е проконсул на провинция Азия.